# Agres
Agres és un municipi del País Valencià situat a la comarca del Comtat. Actualment té 580 habitants (INE 2021).

## Geografia
La població està enclavada a la valleta d'Agres, en el vessant septentrional de la serra de Mariola. El terme municipal es pot estructurar en tres parts: la part nord, la Solana; la part sud, l'Ombria, integrada en la serra de Mariola; i entre estes dues parts, la Valleta, solcada pel riu d'Agres. Els principals cims són el del Teix (1.262 m), el Recingle (1.254 m) i l'alt de la Cova Alta (882 m).
El nucli urbà és irregular i està format per un conjunt carrers estrets, on les cases s'estenen apinyades sobre una lloma de pendent pronunciat. Els carrers, amb molta pendent, disposen d'abundants fonts per a ús humà. L'altitud mitjana, 700-800 metres, li dona bons accessos a la serra de Mariola, però el seu desenvolupament urbanístic està limitat per diversos barrancs cabalosos. El Mas dels Capellans ubicat, a certa distància del nucli antic en direccií est, és una pedania de 22 habitants.
El clima és mediterrani fresc de muntanya i la neu és habitual tots els hiverns. Alguns hiverns tenen lloc fortes onades de fred, com la del gener de 2010.

### Municipis limítrofs
Els seus límits són: al nord, Agullent, Benissoda i Albaida; a l'est, Muro d'Alcoi i Cocentaina; a l'oest, Alfafara i Bocairent; i al sud, Alcoi.

## Història

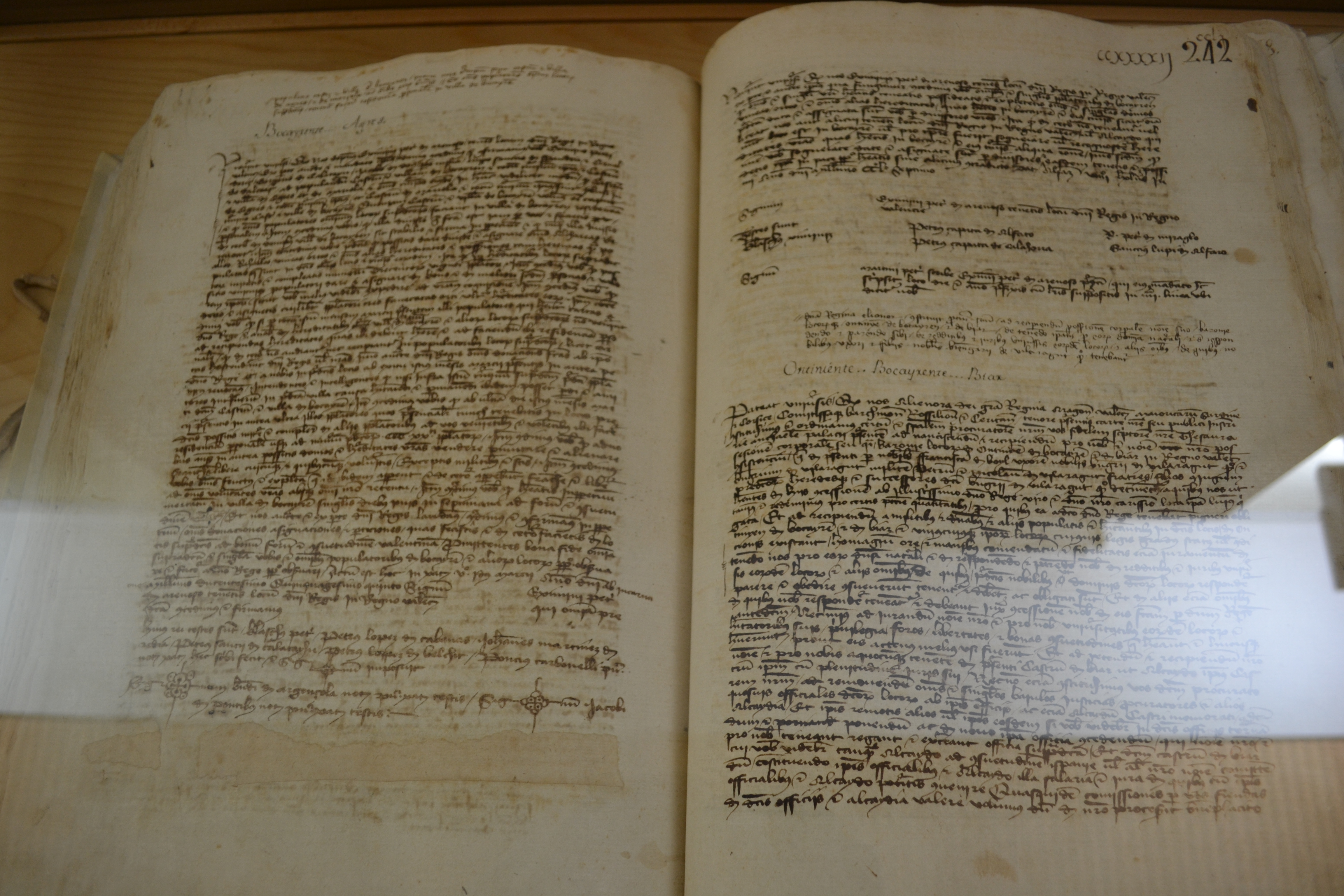
Carta pobla de Bocairent, Agres i Mariola (1256)

Les restes arqueològiques més antigues trobades al terme d'Agres són del Paleolític. Als jaciments arqueològics de la Solana, Carbonell, la Covatxa, la cova del Moro, la cova dels Pilars, la Mola d'Agres, la penya de l'Àguila, el Cabeçó de Mariola i la Covalta, s'han descobert restes de fa 40.000-30.000 anys. Així mateix, també s'han trobat restes del Neolític, datades 500 anys aC.
Hi ha presència d'objectes romans per aquestes terres cap a l'any 76 aC, coincidint amb l'època del triumvirat de Juli Cèsar, Pompeu i Cras. Com a constatació de la romanització de la Valleta d'Agres, al jaciment arqueològic del Cabeçó de Mariola s'han trobat diverses ceràmiques romàniques, així com monedes del segle i.
La vila d'Agres és d'origen musulmà. El 1248 va ser conquerida per Jaume I, passant a formar part del Regne de València. La primera donació de cases i terres fou per a la família de Pelegrí Baldoví, encara que degué romandre en suspens per la sublevació d'Al-Azraq. L'11 de març de 1255 el rei Jaume I atorgà el castell d'Agres al cavaller Ximèn Peres d'Orís. El poblament efectiu es dugué a terme l'any 1256 en virtut de la carta pobla que, a instàncies de Ximén Pérez d'Arenós, preveia que els habitants d'Agres tingueren residència personal a Bocairent, és a dir, satisfarien els impostos a l'esmentada població.
Durant els primers anys de la seua història el terme va pertànyer al rei, qui anomenava un alcaid per a la defensa i l'administració del seu castell. En l'any 1389 Joan el Caçador va vendre Agres i el seu castell al seu majordom Andreu-Guillem Escrivà. En la segona meitat del segle xv passaren al comte de Cocentaina, Joan Roís de Corella i, durant el s. XVI, a la família Calatayud de Xàtiva. La població d'Agres va romandre vinculada des de l'any 1633 al comtat de Cirat, pel matrimoni de Josep de Calatayud amb Damiata Vilàrig Carròs.
A principis del segle xx, Agres va arribar a tindre una població de quasi 1300 habitants. A partir dels anys 40 i 50, a causa de la falta d'industrialització del municipi i la migració a les ciutats, la població va començar a descendir.

## Demografia
Al llarg del segle xx ha mantingut un creixement demogràfic negatiu, a causa de l'emigració dels seus habitants cap a nuclis urbans industrials. Així, per exemple, l'any 1986 hi havia 723 habitants (agresans) i l'any 2012, 598.
| 1990 | 1994 | 1998 | 2000 | 2006 | 2009 | 2021 |
| 701  | 657  | 651  | 639  | 614  | 634  | 580  |

## Economia
La principal ocupació del poble és l'agricultura, dedicada sobretot al cultiu de fruits de secà com la poma i la bresquilla, encara que la principal producció és l'oliva, l'ametla. Compta amb algunes indústries tèxtils i una cooperativa agrícola. Així mateix, també hi ha algunes empreses consolidades dedicades al turisme rural i gastronòmic.

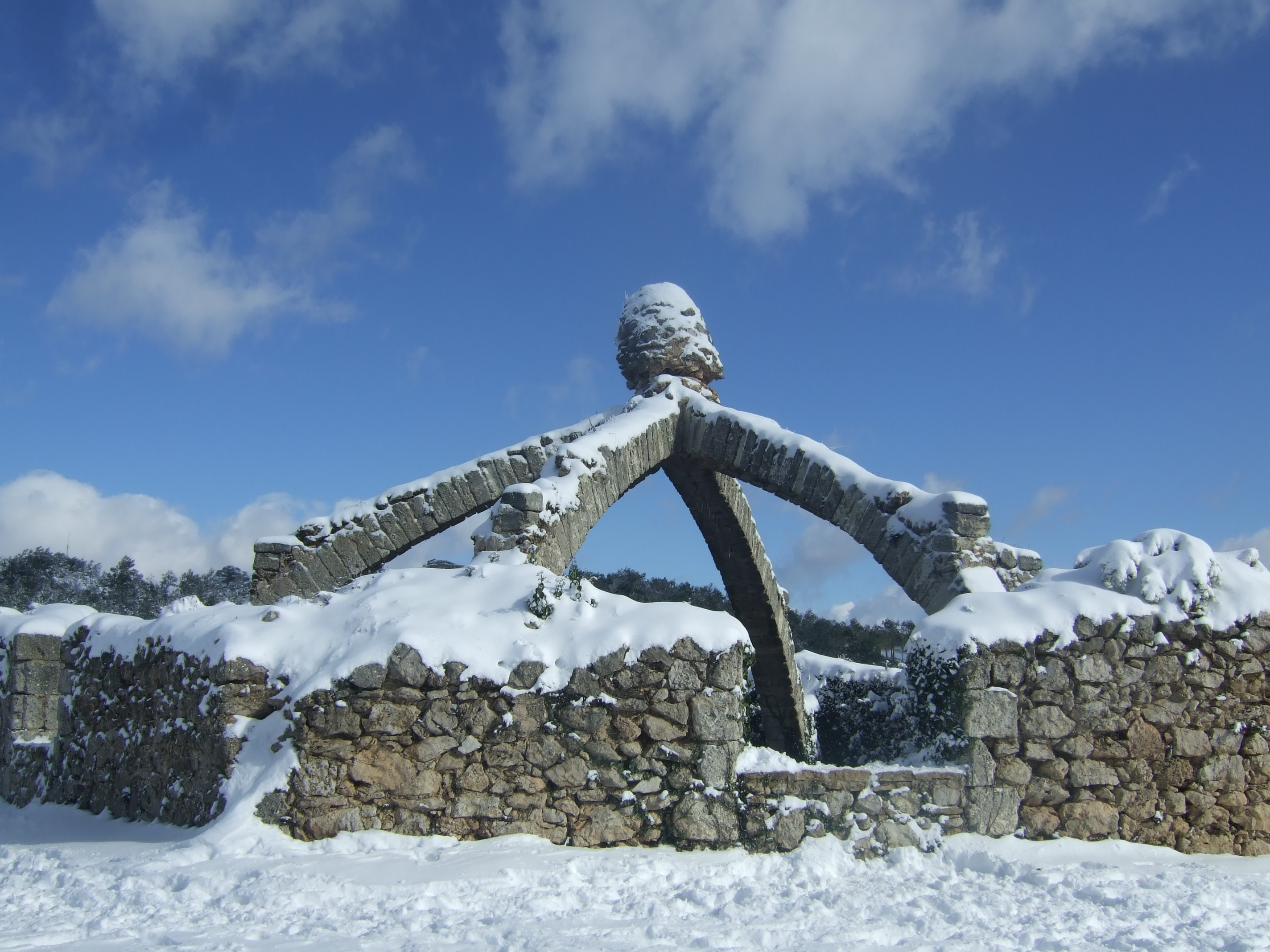
La Cava Gran a l'hivern.

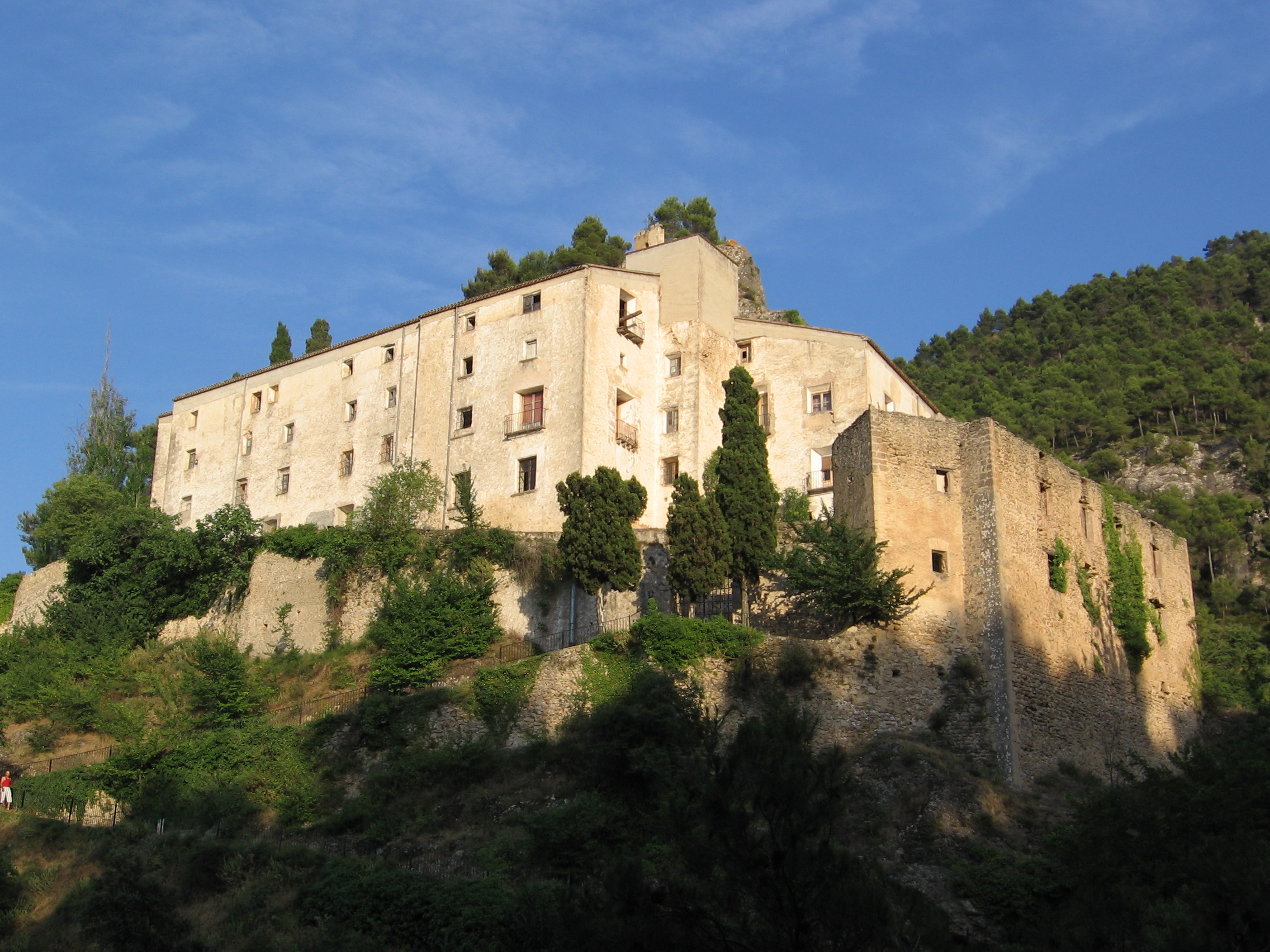
Santuari de la Mare de Déu d'Agres, a la part alta del poble.

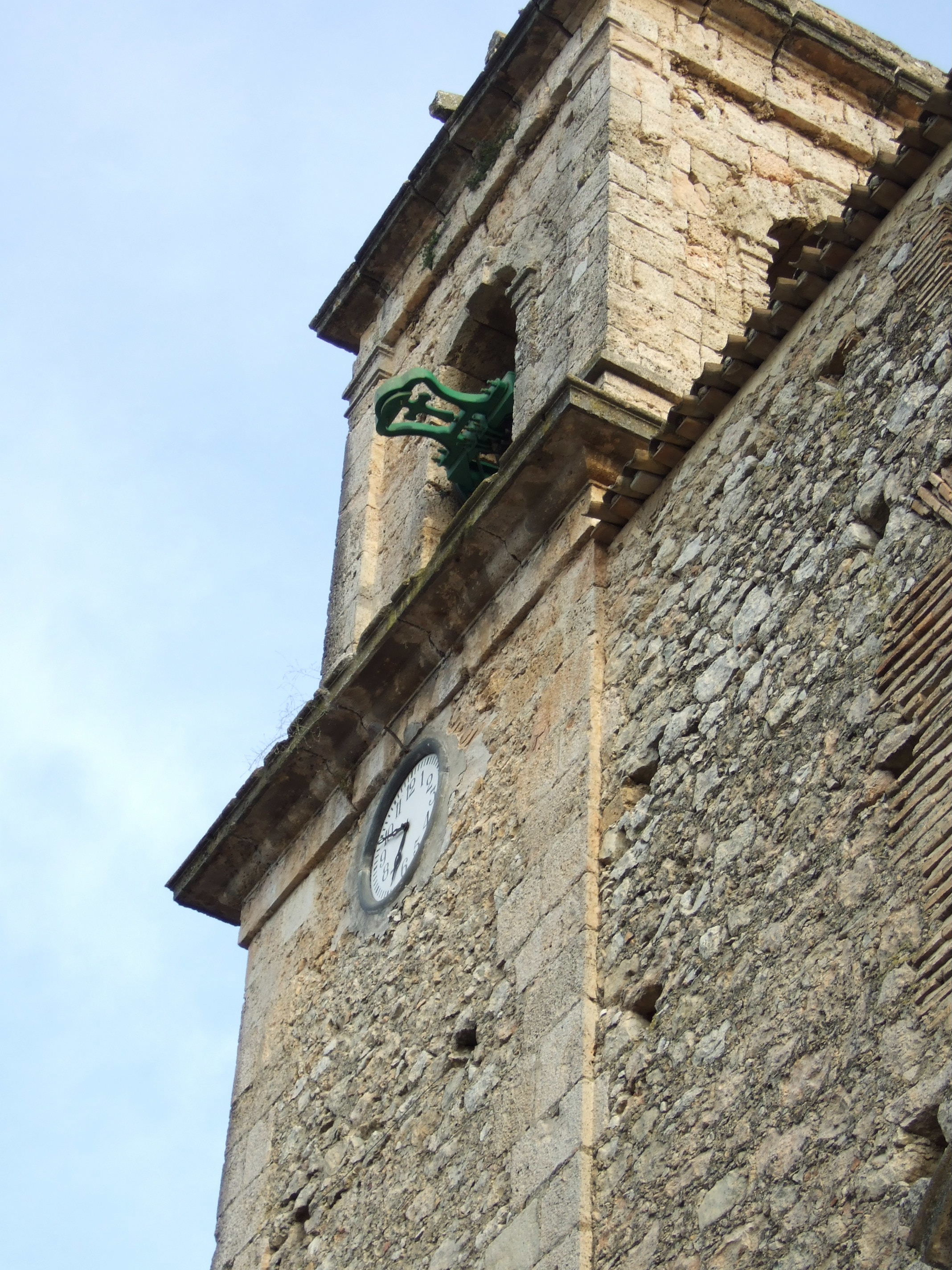
Campanar de l'Església de Sant Miquel Arcàngel

## Monuments d'interés

### Monuments civils
- Torre talaia de l'Alcúdia. Declarada Bé d'Interés Cultural,[4] està ubicada a l'oest del municipi, sobre un petit tossal rebaixat artificialment.
- Les fonts. Les fonts estan estretament lligades amb la vida del poble. Destaquen la font del Mig, La Fonteta, la Font de Barxeta, la Font del Raval, la Font de l'Assut i la Font del Convent, entre moltes altres fora del nucli urbà.
- Castell d'Agres. Està situat en un esperó a 800 m a la part alta del nucli urbà, junt al convent i monestir d'Agres, al qual queda adossat.
- Safareig públic.
- Cava Gran. També anomenada, erròniament, Cava Arquejada, el pou de neu o gelera emblema del Parc Natural de la Serra Mariola està situat dins del terme municipal d'Agres, data del segle xv i és un dels més grans i en millor estat de conservació dels situats en els vessants al nord de les serres d'Aitana, la Carrasqueta i Mariola. Amb unes dimensions de 14,90 m de diàmetre, 12 m de profunditat, 1.960 m³ de capacitat, es va mantenir en ús fins a 1906. Recentment, a principis de l'any 2016, es va finalitzar la rehabilitació que ha fet una feina de consolidació de l'estructura i ha permès incloure-hi una escala per baixar al fons del got del Pou a qualsevol visitant que s'hi aprope. Al fons de la Cava es pot trobar un Teix que ha nascut i crescut espontàniament i que s'ha conservat com a element singular de l'indret.

### Monuments religiosos
- Santuari de la Mare de Déu d'Agres. També anomenat Monestir d'Agres o Santuari de la Verge del Castell. És un santuari situat al cim del poble, on se celebra un missal tots els diumenges de l'any a les 12 del migdia. Tots els diumenges de setembre arriben nombroses peregrinacions marianes.
- Església de Sant Miquel Arcàngel. Construïda al segle xviii.[5]

## Política i govern

### Composició de la Corporació Municipal
El Ple de l'Ajuntament està format per 7 regidors. En les eleccions municipals de 26 de maig de 2019 foren elegits 3 regidors del Partit Popular (PP), 3 de Junts per Agres-Compromís (Agres-Compromís) i 1 del Partit Socialista del País Valencià (PSPV-PSOE).
| Eleccions municipals de 26 de maig de 2019 - Agres |                                          |                                     |                                     |      |          |          |
| Candidatura | Candidatura                              | Candidatura                         | Cap de llista                       | Vots | Vots     | Regidors |
| | Partit Popular                           |                                     | Maria Garcia Pascual                | 163  | 44,54%   | 3 (+1)   |
| | Junts per Agres-Compromís                |                                     | Josep Manel Francés i Reig          | 149  | 40,71%   | 3 (-1)   |
| | Partit Socialista del País Valencià-PSOE |                                     | Rafael Sanjuán Fernández            | 48   | 13,11%   | 1 ()     |
| | Vots en blanc                            |                                     |                                     | 6    | 1,64%    |          |
| Total vots vàlids i regidors | Total vots vàlids i regidors             | Total vots vàlids i regidors        | Total vots vàlids i regidors        | 366  | 100 %    | 7        |
| | Vots nuls                                | Vots nuls                           | Vots nuls                           | 26   | 6,63%    |          |
| Participació (vots vàlids més nuls) | Participació (vots vàlids més nuls)      | Participació (vots vàlids més nuls) | Participació (vots vàlids més nuls) | 392  | 83,76%** |          |
| Abstenció | Abstenció                                | Abstenció                           | Abstenció                           | 76*  | 16,24%** |          |
| Total cens electoral | Total cens electoral                     | Total cens electoral                | Total cens electoral                | 468* | 100 %**  |          |
| Alcalde: Rafael Sanjuán Fernández (expulsat del PSPV-PSOE) (16/01/2021) Per majoria absoluta dels vots dels regidors (4 vots: 3 de PP i 1 de Rafael Sanjuán Fernández (trànsfuga)) |                                          |                                     |                                     |      |          |          |
| Fonts: JEC, JEZ Alcoi, M. Interior, Periòdic Ara. (* No són vots sinó electors. ** Percentatge respecte del cens electoral.)                                                       |                                          |                                     |                                     |      |          |          |

### Alcaldia
Qui era l'alcalde d'Agres des de 2011, Josep Manel Francès i Reig de Junts per Agres-Compromís, va ser escollit després d'un pacte amb l'únic regidor socialista, a un plenari celebrat excepcionalment a la mitjanit, ja que el dit regidor socialista tenia un viatge previst hores més tard. Malgrat aquest primer acord, després de conflictes diversos entre els diferents grups, al gener del 2021 el regidor socialista, que no resideix al municipi ni n'és originari, acorda amb els regidors de PP una moció de censura per destituir i convertir-se en el nou alcalde d'Agres. Aquesta maniobra política provoca l'expulsió de Rafael Sanjuán Fernández del PSOE, i un cert nombre de reaccions polítiques.
| Període                       | Alcalde o alcaldessa                                | Partit polític                    | Data de possessió     | Observacions                                                                                          |
| ----------------------------- | --------------------------------------------------- | --------------------------------- | --------------------- | --- |
| 1979–1983                     | José Casimiro Barberá                               | UCD                               | 19/04/1979            | -- |
| 1983–1987                     | Joaquín Revert Vidal                                | AP-PDP-UL-UV                      | 28/05/1983            | -- |
| 1987–1991                     | Manuel Castro Sala                                  | AP                                | 30/06/1987            | -- |
| 1991–1995                     | Arcadio Navarro Pascual                             | PP                                | 15/06/1991            | -- |
| 1995–1999                     | Arcadio Navarro Pascual                             | PP                                | 17/06/1995            | -- |
| 1999–2003                     | Arcadio Navarro Pascual                             | PP                                | 03/07/1999            | -- |
| 2003–2007                     | Albert Calatayud Martí                              | IPA                               | 14/06/2003            | -- |
| 2007–2011                     | Rafael Francés Calatayud                            | PP                                | 16/06/2007            | -- |
| 2011–2015                     | Josep Manel Francés i Reig                          | Agres-Compromís                   | 11/06/2011            | -- |
| 2015–2019                     | Josep Manel Francés i Reig                          | Agres-Compromís                   | 13/06/2015            | -- |
| 2019-2023                     | Josep Manel Francés i Reig Rafael Sanjuán Fernandez | Agres-Compromís Expulsat del PSOE | 15/06/2019 16/01/2021 | Canvi d'alcalde a la moció de censura votada pel partit popular i pel regidor trànsfuga del PSPV-PSOE |
| Des de 2023                   | n/d                                                 | n/d                               | 17/06/2023            | -- |
| Fonts: Generalitat Valenciana |                                                     |                                   |                       | |

## Transports

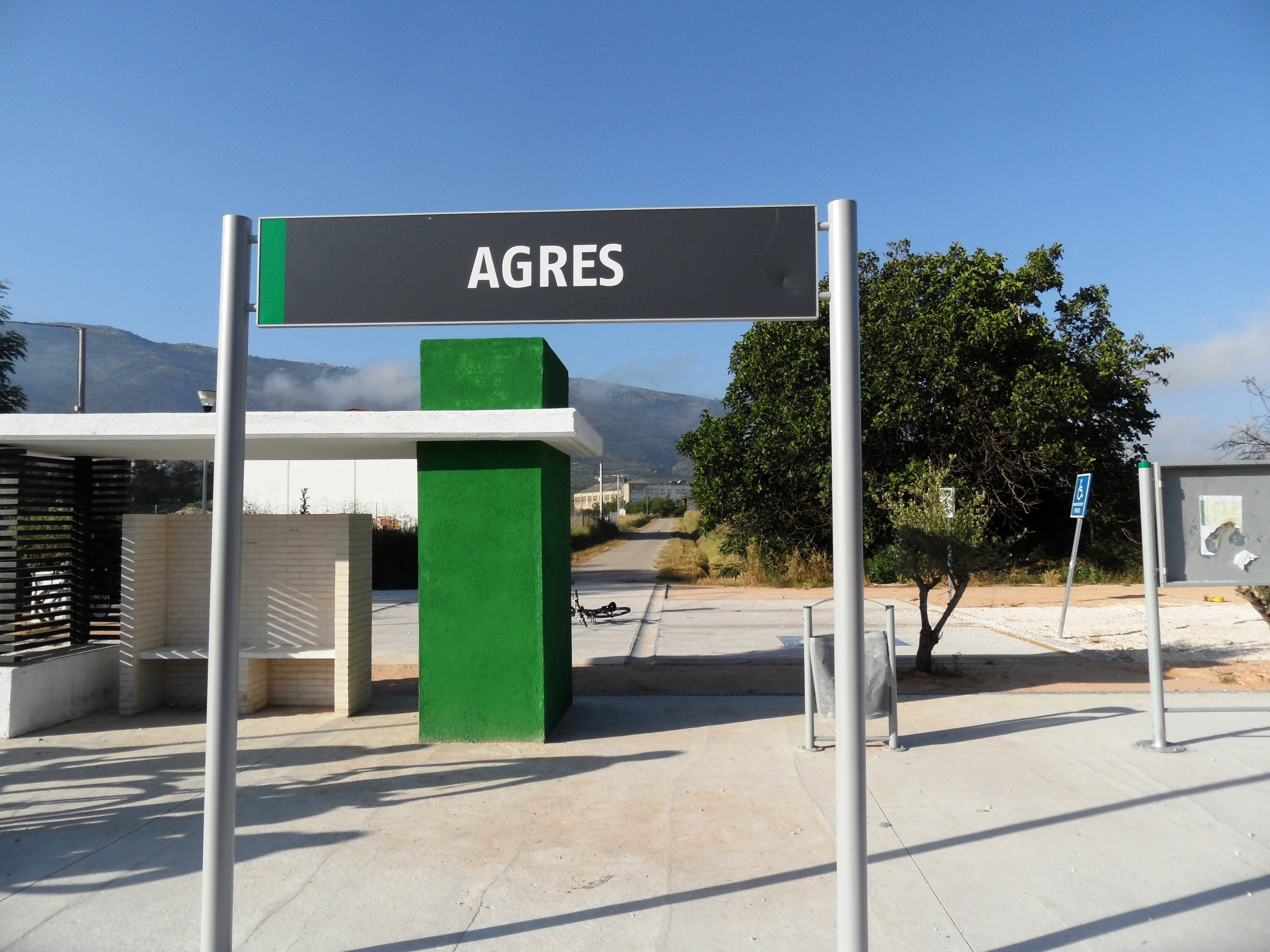
Estació d'ADIF de Agres

L'estació de ferrocarril d'Agres pertany a la línia 47 de mitjana distància, coneguda com a València-Xàtiva-Alcoi.

## Festes i gastronomia
Les Festes en honor de la Mare de Déu del Castell d'Agres se celebren l'últim cap de setmana del mes d'agost i el primer cap de setmana de setembre. El darrer cap de setmana del mes d'agost, el divendres i dissabte a les 23h té lloc una representació de l'Aparició de la Mare de Déu d'Agres, i el diumenge és el dia de la Vinguda (corresponent a l'antic dia 1 de setembre). D'altra banda, el primer cap de setmana de setembre, el divendres de vesprada tenen lloc El Farolet i la Vespra (antigament el 6 de setembre), el dissabte és el Dia del Pastoret, el diumenge El Dia de la Mare de Déu i el dilluns el Dia d'Acció de Gràcies.
L'últim cap de setmana de setembre se celebra festa a Sant Miquel i, el dilluns anterior al Dimecres de Cendra, la Festa del Pi. La gastronomia típica d'Agres comprèn plats com la pericana, l'arròs caldós, els gaspatxos, la borreta i les bajoques farcides.